# Алексєєва Ірина Миколаївна
Ірина Миколаївна Алексєєва (25 червня 1934, Радомишль, Житомирська область, УРСР — 9 лютого 2011, Київ, Україна) — український патофізіолог та імунолог.

## Біографія
Ірина Алексєєва народилася у Радомишлі, в родині військового лікаря.
Закінчила Київський державний університет у 1957 році.
Після закінчення університету постійно працювала в Інституті фізіології ім. О. О. Богомольця НАН України. У 1959—1961 навчалася в аспірантурі. У 1963 році захистила кандидатську дисертацію «Порівняльне вивчення впливу трансфузії білкового кровозамінника (БК-8) гетерогенної та екзогенної сироваток на білки сироватки крові в організмі» (рос. Сравнительное изучение влияния трансфузии белкового кровезаменителя (БК-8) гетерогенной и экзогенной сывороток на белки сыворотки крови в организме) під керівництвом професора Юрія Спасокукоцького.
У 1981 році захистила дисертацію доктора біологічних наук на тему «Механізми порушення та відновлення функції печінки протипечінковими антитілами» (рос. Механизмы нарушения и восстановления функции печени противопечёночными антителами). У 1983 році перейшла на посаду провідного наукового співробітника, з 1988 року очолила відділ імунології та цитотоксичних сироваток.

Могила Ірини Алексєєвої та Володимира Скока

Померла 9 лютого 2011 року. Похована в Києві на Байковому кладовищі разом із родиною (ділянка № 49а, 50°25′0.76″ пн. ш. 30°30′6.8″ сх. д. / 50.4168778° пн. ш. 30.501889° сх. д.).

### Родина
- Чоловік — нейрофізіолог, біофізик, доктор біологічних наук Володимир Скок (1932—2003).
  - Донька — біохімік, доктор біологічних наук Марина Скок (1956—2024)[1].

## Наукові дослідження
Досліджувала цитотоксичні сироватки, імунні порушення роботи печінки.

## Громадська діяльність
У 1982—1990 роках тричі обиралася депутатом Київської міської ради, була головою комісії з охорони здоров'я та соціального захисту.

## Нагороди
- Премія АН УРСР імені О. О. Богомольця (1982)
- Медаль «За працю і звитягу»

## Наукові праці
- Противопеченочные антитела и функции печени. К., 1980 (рос.)
- Печень и иммунологическая реактивность. К., 1991 (рос.)